# Zeughaus
Zeughaus (Arsenał, Zbrojownia) – barokowy budynek, znajdujący się w Berlinie, w dzielnicy Mitte, przy alei Unter den Linden. Jest najstarszym zachowanym obiektem przy tej alei, ponadto jest uważany za najbardziej znaczący przykład barokowej architektury w Berlinie. Zbudowany w latach 1695-1730 budynek był największym arsenałem na terenie Brandenburgii-Prus. Później pełnił funkcje muzealno-wystawiennicze, głównie związane z tematyką militarno-historyczną. Od 2006 roku w gmachu mieści się stała ekspozycja Niemieckiego Muzeum Historycznego.

## Lokalizacja
Zeughaus jest położony przy alei Unter den Linden, w pobliżu Nowego Odwachu, mostu Schloßbrücke i Opery Państwowej. Można się do niego dostać korzystając z linii U2 berlińskiego metra i wysiadając na znajdującej się w odległości 400 m od budynku stacji Hausvogteiplatz. Niedaleko gmachu znajdują się także przystanki autobusowe: Berlin, Staatsoper (leżący w odległości 100 m od budynku i obsługiwany przez linie 100, 245 i 300), Berlin, Werderscher Markt (odległość 200 m; linia 147), Berlin, Lustgarten (odległość 300 m; linie 100, 245 i 300), Berlin, Am Kupfergraben (odległość 300 m, linia M1), Berlin, Universitätsstraße i Berlin, Georgenstraße/Am Kupfergraben (oba leżą w odległości 400 m i są obsługiwane przez linię M1). Dojazd do budynku umożliwia ponadto komunikacja tramwajowa: w odległości 300 m od niego leży obsługiwany przez linię 12 przystanek Berlin, Am Kupfergraben, z kolei w odległości 400 m znajdują się obsługiwane przez linie 12 i M1 przystanki Berlin, Universitätsstraße oraz Berlin, Georgenstraße/Am Kupfergraben.

## Historia

### Budowa
Kamień węgielny pod budowę berlińskiego arsenału został położony 25 maja 1695 roku przez elektora Fryderyka III. Wzniesienie budynku, m.in. w celu zapewnienia zaopatrzenia obsadzie murów obronnych Twierdzy Berlin planował wcześniej jego ojciec, Wielki Elektor Fryderyk Wilhelm I, ale plany te nie zostały zrealizowane z powodu problemów finansowych. Umowę na projekt arsenału podpisano z Johannem Arnoldem Neringiem, który wcześniej pracował u nadwornego paryskiego architekta François Blondela. Po niespodziewanej śmierci Nehringa w roku rozpoczęcia budowy zarządzanie projektem przekazano pod koniec października 1695 roku Martinowi Grünbergowi, który niedługo później zrezygnował z niego z powodu nadmiaru obowiązków zawodowych. W marcu 1698 roku projekt powierzono Andreasowi Schlüterowi. Podczas prac nad budynkiem Schlüter dał się poznać jako dobry rzeźbiarz – stworzył między innymi 22 rzeźby głów umierających wojowników na dziedzińcu oraz liczne kamienne dekoracje – jednak jego rola jako architekta była raczej niewielka. Pewnego razu zauważył na budowanym gmachu wady konstrukcyjne, co doprowadziło do wszczęcia dochodzenia w sprawie zaniedbań. Jednak nie mogło to zapobiec zawaleniu się filara wschodniego skrzydła budynku, które nastąpiło 5 sierpnia 1699 roku. Częste zmiany architektów pracujących przy inwestycji spowodowały, że ustalenie winnego zaniedbań okazało się niemożliwe. Następcą Schlütera został Jean de Bodt, który po przejęciu projektu jesienią 1699 roku wprowadził niezbędne środki bezpieczeństwa na budowie i zmienił stare plany. W 1706 roku na ukończonym głównym portalu arsenału umieszczono popiersie Fryderyka I (w 1701 roku Fryderyk III koronował się na króla Prus i przyjął imię Fryderyk I). Ogromne wydatki związane z budową doprowadziły do niedoboru finansowego, co z kolei powodowało liczne opóźnienia prac budowlanych. Po śmierci Fryderyka I w 1713 roku budowa została wstrzymana na wiele lat, gdyż jego syn Fryderyk Wilhelm I z rygorystyczną surowością pilnował tego, aby nie nadwyrężać budżetu państwa. Budynek udało się ostatecznie ukończyć w 1730 roku.

### Skład broni i trofeów wojennych
Do 1876 roku Zeughaus był największym składem broni w Brandenburgii-Prusach. W lutym 1710 roku w nieukończonym jeszcze budynku zostały ustawione świeżo zdobyte w bitwie pod Malplaquet trofea. Zgodnie z poleceniem Fryderyka Wilhelma I, wydanym 15 lutego 1731 roku, do Zeughausu miały trafić zgromadzone w różnych twierdzach na terenie kraju przedmioty wojenne, tj. sztandary i zbroje. Na parterze budynku została zgromadzona duża kolekcja armat, haubic i moździerzy – liczyła ona 732 sztuki, z czego 604 pruskie i 119 francuskich, bawarskich, polskich, szwedzkich i innych. Z kolei górne piętro gmachu mieściło broń piechoty, kawalerii oraz artylerii. Według stanu na 1732 rok ich łączna liczba wynosiła 78 060 sztuk.

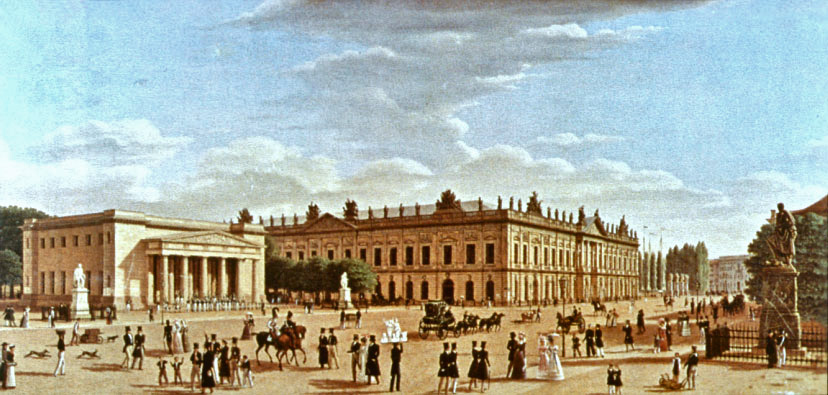
Zeughaus i Nowy Odwach na obrazie olejnym Wilhelma Brückego z 1828 roku

Podczas wojny siedmioletniej wojska rosyjskie w trakcie zajęcia Berlina w 1760 roku zrabowały zgromadzone w Zeughausie eksponaty. W 1806 roku w czasie inwazji na Prusy wojsk Napoleona Bonapartego budynek po zdobyciu Berlina został ponownie splądrowany, po czym był wykorzystywany przez okupujących pruską stolicę żołnierzy jako stajnia oraz kuźnia. Prace konserwatorskie przy zniszczonym wskutek tamtych wydarzeń budynku przeprowadzono po 1815 roku pod kierownictwem architekta Karla Friedricha Schinkla, z kolei za odrestaurowanie dekoracji rzeźbiarskiej był odpowiedzialny Johann Gottfried Schadow. W tym samym roku Schinkel przedstawił królowi pomysł przekształcenia Zeughausu w „świątynię chwalebnych czynów wojskowych”, który przewidywał przeznaczenie całego parteru budynku na Trophäenhalle (pol. „Hala Trofeów”) i przeszklenie południowej fasady w celu umożliwienia widoku na wystawę broni. Pomysł ten został odrzucony z obawy przed utratą zbyt dużej ilości powierzchni na cele związane z magazynowaniem broni, jednak kilka lat później z inicjatywy księcia Augusta rozpoczęto przeobrażanie budynku w muzeum w ograniczonej formie. W 1820 roku utworzono w Zeughausie Muzeum Pamiątek (niem. Andenken-Museum), z kolei w latach 1826-1827 umieszczano w nim kolekcje cennych broni, pochodzące z kunstkamer i zamków królewskich. W 1828 roku w gmachu otwarto dla zwiedzających Królewską Kolekcję Broni i Modeli (niem. Königliche Waffen- und Modellsammlung), z kolei w 1844 roku odbyła się w nim Generalna Wystawa Niemieckich Produktów Przemysłowych (niem. Allgemeine Ausstellung deutscher Gewerbeerzeugnisse). Cztery lata później miało miejsce kolejne splądrowanie budynku – tym razem dokonane w ramach Wiosny Ludów. W późniejszych latach w gmachu umieszczano sztandary i trofea pozyskane z podbojów dokonanych w ramach wojen unifikacyjnych w 1864 i 1866 roku, a także w latach 1870–1871.

### Muzeum uzbrojenia iRuhmeshalle

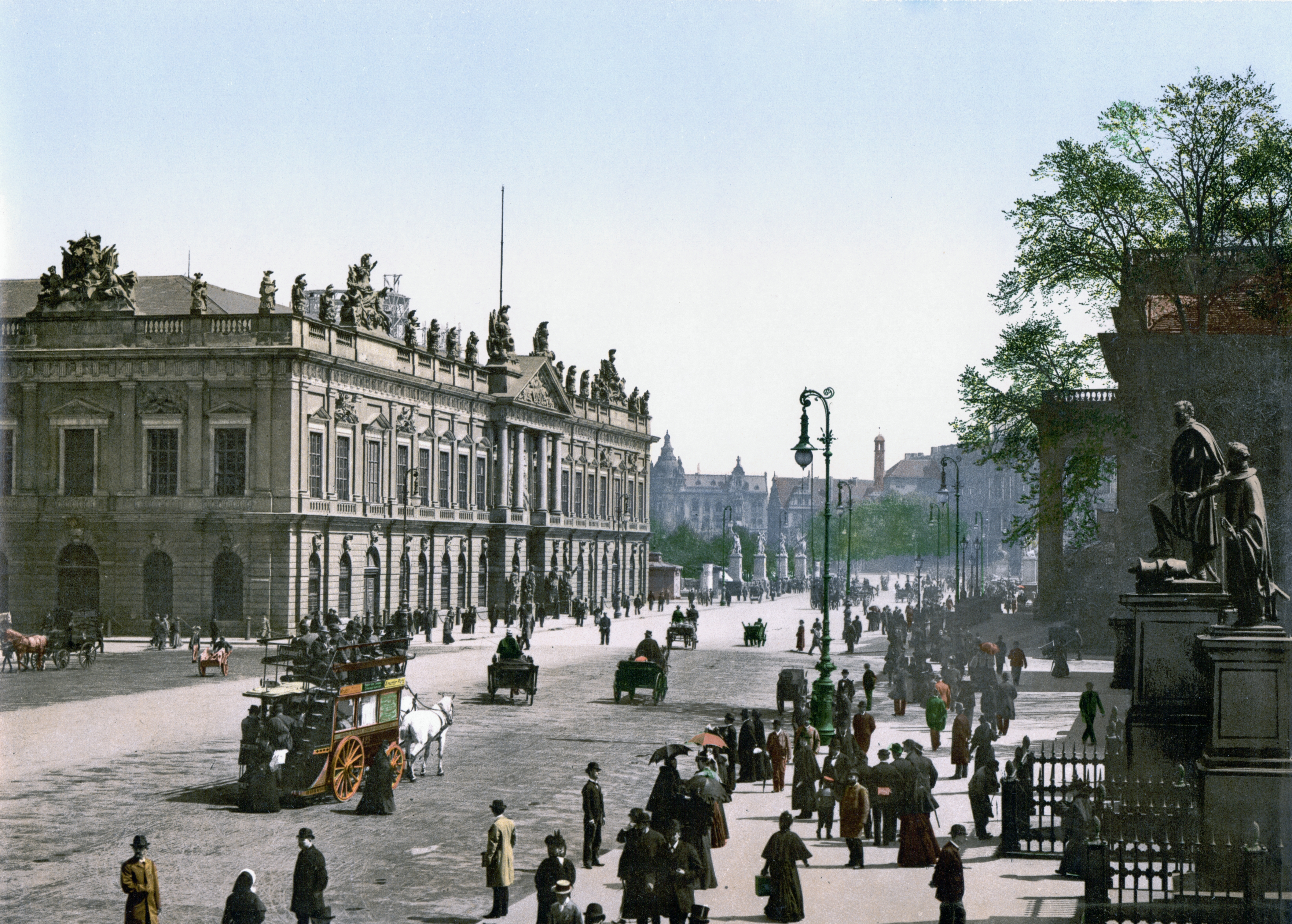
Zeughaus około 1900 roku

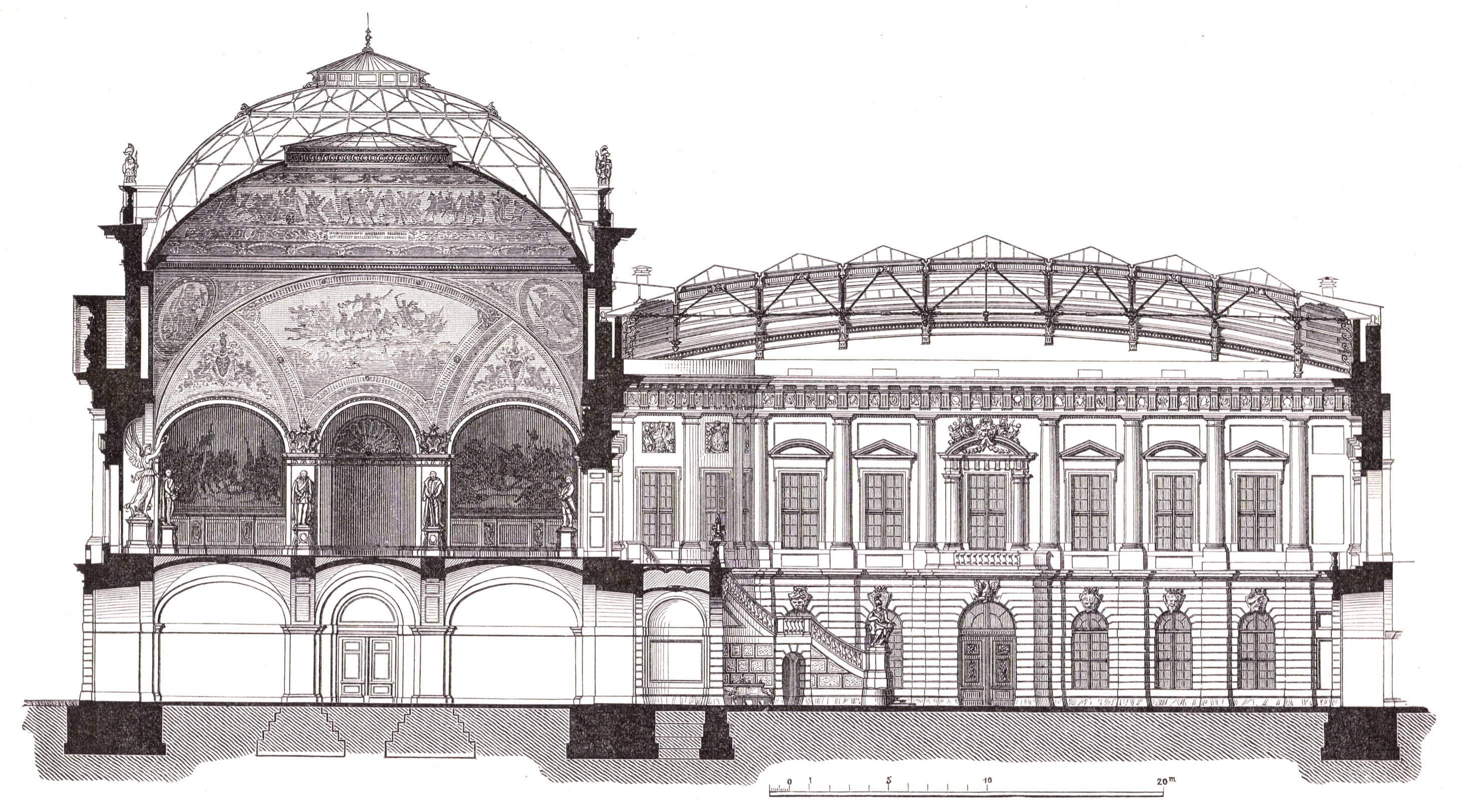
Projekt przebudowy Zeughausu zawierający Ruhmeshalle

Rok po utworzeniu Cesarstwa Niemieckiego w Zeughausie została zorganizowana Wystawa Przedmiotów Starej Sztuki i Rzemiosła (niem. Ausstellung älterer kunstgewerblicher Gegenstände), na którą składały się eksponaty wypożyczone z majątku królewskiego, zbiory należące do książąt koronnych oraz pochodzące z prywatnych kolekcji. Wystawa ta po raz kolejny potwierdziła przydatność gmachu do celów wystawienniczych. W 1877 roku cesarz Wilhelm I zdecydował o nadaniu budynkowi arsenału funkcji muzealno-pomnikowej; w tym celu zlecił przebudowę gmachu architektowi Georgowi Friedrichowi Hitzigowi. Podczas trwających w latach 1877–1880 robót, których całkowity koszt wyniósł 4,33 miliona marek, do gmachu dobudowano szerokie, wolnostojące schody, jego północne skrzydło zostało zwieńczone potężną kopułą, zaś dziedziniec przykryto wybrzuszonym, szklanym dachem. Wnętrza budynku przystosowano do utworzenia w nich muzeum uzbrojenia, z kolei pod kopułą urządzono poświęconą brandenbursko-pruskiej armii Ruhmeshalle (pol. „Hala Pamięci”), składającą się z Herrscherhalle (pol. „Hala Władców”) i położonych po jej prawej i lewej stronie Feldherrenhallen (pol. „Hale Generalicji”). 3 listopada 1883 roku w przebudowanym budynku otwarto muzeum, mieszczące wydział artylerii i inżynierii na parterze oraz kolekcję broni na piętrze. Na zadaszonym dziedzińcu Zeughausu znalazła się natomiast wystawa armat i sztandarów zdobytych podczas wojny francusko-pruskiej. W następnych latach Zeughaus rozwinął się w jedno z najpopularniejszych muzeów w Berlinie. Należące do niego kolekcje militarno-historyczne były jednymi z najbardziej znanych w Europie pod koniec XIX wieku. Punktem zwrotnym w historii muzeum był zakup kolekcji broni od księcia Karola w 1883 roku. Ponad tysiąc egzemplarzy broni, pochodzących z XV i XVI wieku, nie tylko wzbogaciło zbiory pod kątem ilościowym, lecz także wprowadziło nową jakość w naukowej działalności kolekcjonerskiej.

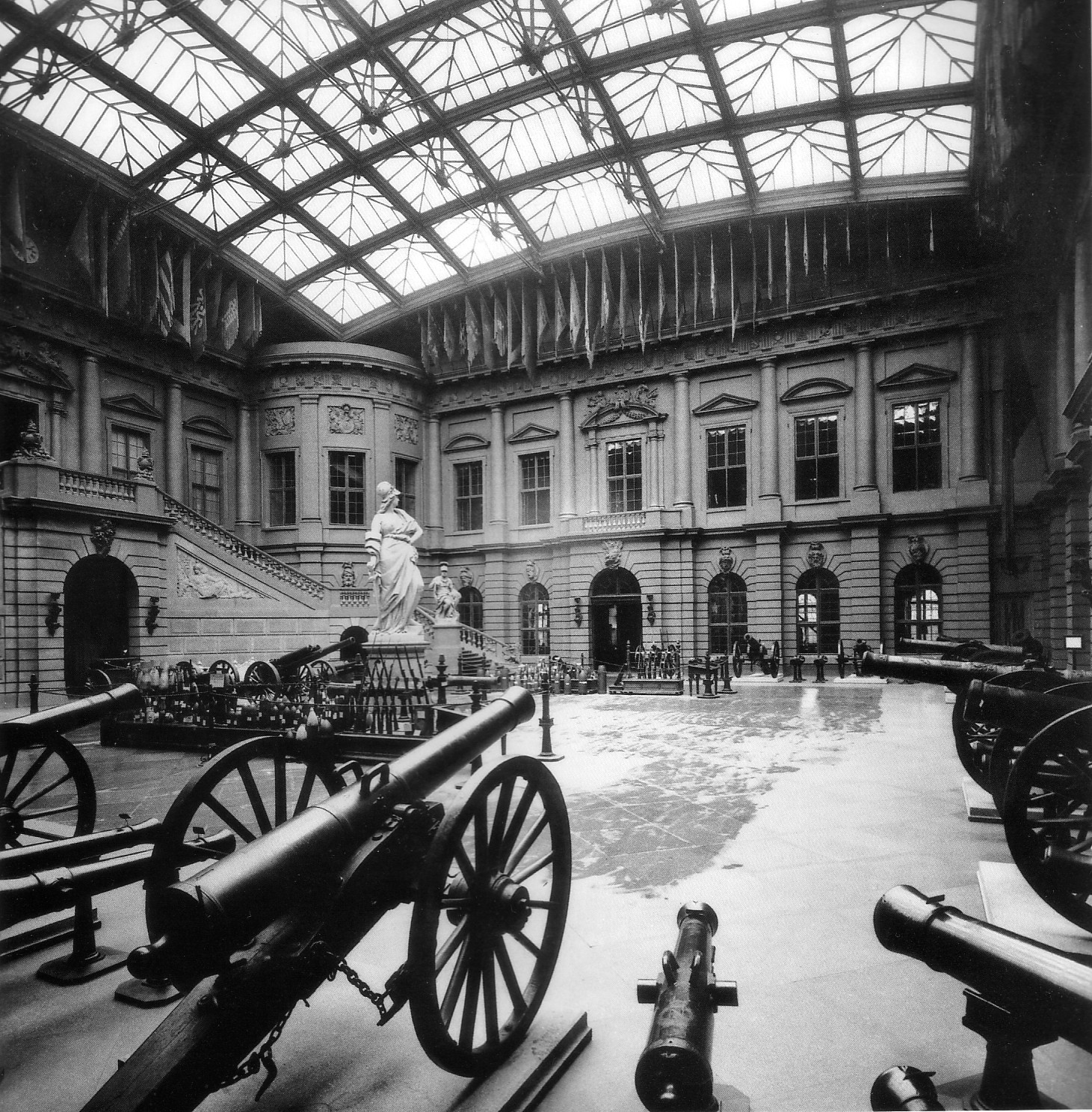
Dziedziniec Zeughausu w 1908 roku

Aż do 1891 roku trwało tworzenie rozległej oprawy artystycznej Ruhmeshalle. Szesnaście malowideł przedstawiających sceny z historii brandenbursko-pruskiej armii, koronację Fryderyka I na króla Prus w Królewcu i proklamację Cesarstwa Niemieckiego w Wersalu w 1871 roku było tworzonych przez najbardziej znaczących malarzy tamtych czasów, jak Anton von Werner, Wilhelm Camphausen i Georg Bleibtreu. Jednocześnie Friedrich Geselschap tworzył liczne alegoryczne malowidła w Herrscherhalle. Całości dopełniło osiem wykonanych z brązu posągów, przedstawiających członków rodziny Hohenzollernów (obecnie znajdują się na Zamku Hohenzollern niedaleko Hechingen). Oprócz nich w Ruhmeshalle znalazł się także mierzący 3,90 m wysokości, wykonany z białego marmuru przez Fritza Schapera posąg Wiktorii, cztery stworzone z brązu popiersia Ottona von Bismarcka, Heinricha Friedricha Karla vom Steina, Gerharda von Scharnhorsta i Albrechta von Roona oraz trzydzieści dwa umieszczone w Feldherrenhallen popiersia pruskich bohaterów, królów i generałów. W 1885 roku na dziedzińcu postawiono wykonany przez Reinholda Begasa z białego marmuru, mający 4,5 m wysokości posąg Borussii.
W dużym stopniu Ruhmeshalle była wykorzystywana przez cesarza Wilhelma II, który od 1897 roku, w dniu swoich urodzin 27 stycznia, w Nowy Rok i przy innych okazjach, organizował w niej uroczystości z przemówieniami i poświęceniem sztandaru.

### Po upadku monarchii
Koniec I wojny światowej przyniósł zarazem koniec monarchii w Niemczech. W trakcie rewolucji listopadowej w 1918 roku Zeughaus zajęły jednostki Volksmarinedivision. Początkowo budynek pozostawał pod auspicjami Ministerstwa Wojny (niem. Kriegsministerium), później kontrolę nad nim sprawowało Ministerstwo Nauki, Kultury i Edukacji Narodowej (niem. Ministerium für Wissenschaft, Kultur und Volksbildung). Na początku 1920 roku gmach przejął od ministerstwa Departament Administracji Pruskiego Biura Rozwoju Armii (niem. Verwaltungsbereich des Heeresabwicklungsamtes Preußen), który włączył go w skład muzealnej instytucji Preußischen Kunstsammlungen (pol. „Pruskie Kolekcje Sztuki”). W kończącym I wojnę światową traktacie wersalskim zostało określone, że wszystkie zgromadzone w Zeughausie zdobycze pochodzące z wojny francusko-pruskiej mają zostać zwrócone Francji, w związku z czym w kolejnych latach specjalna komisja pilnująca wypełniania postanowień traktatowych badała zasoby budynku. Wizyty komisji wzbudzały poruszenie związane z rewizjonistycznym podejściem wielu środowisk do zapisów traktatu. Przed jedną z wizyt w dniu 23 czerwca 1919 roku grupa żołnierzy i oficerów Gwardyjskiego Korpusu Kawalerii zabrała przygotowane do wydania francuskie sztandary z Zeughausu, po czym oblała je benzyną i spaliła przed pomnikiem konnym Fryderyka Wielkiego na Unter den Linden.
Podczas istnienia Republiki Weimarskiej znajdujące się w Zeughausie kolekcje zostały naukowo zreorganizowane, aby nie kojarzyły się z „patriotyczno-militarną ideologią”. Sam gmach był także prezentowany gościom podczas wizyt państwowych, jak np. w 1928 roku, kiedy odwiedził go król Afganistanu, czy rok później, gdy wizytę w budynku złożył król Egiptu.

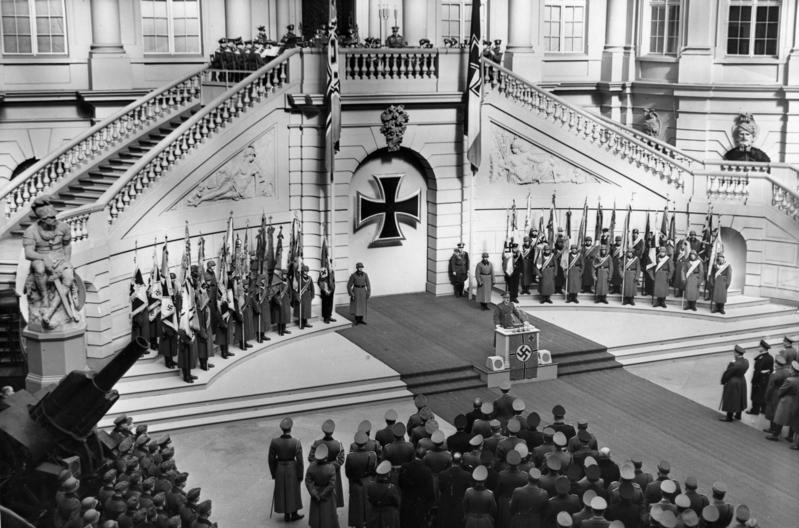
Adolf Hitler wygłaszający przemówienie przy schodach Zeughausu w marcu 1940 roku

Po nastaniu rządów nazistowskich Zeughaus był wykorzystywany do organizacji wystaw, głównie koncentrujących się na I wojnie światowej i mających na celu rewizję obrazu przegranego konfliktu. W styczniu 1935 roku na środku Ruhmeshalle ustawiono na wykonanym z ciemnego marmuru postumencie maskę pośmiertną prezydenta Paula von Hindenburga. 21 czerwca 1939 roku Adolf Hitler nakazał Wermachtowi przejęcie wszystkich muzeów wojskowych w Berlinie, Dreźnie i Monachium. Po wybuchu II wojny światowej, od 1940 roku z okazji Heldengedenktagu (pol. „Dzień pamięci bohaterów”), ustanowionego w 1934 roku świętem państwowym i wypadającego pomimo oderwania od roku liturgicznego w ostatnią niedzielę przed 16 marca Hitler wygłaszał coroczne przemówienia przy schodach na dziedzińcu Zeughausu, gloryfikujące niemieckie bohaterstwo. 21 marca 1943 roku podczas otwarcia w Zeughausie wystawy dotyczącej wojny z ZSRR miał miejsce nieudany zamach na Adolfa Hitlera, uczestniczącego w tym wydarzeniu. Towarzyszący Hitlerowi pułkownik Rudolf-Christoph von Gersdorff, członek wojskowego ruchu oporu, postanowił go zabić, poświęcając przy tym własne życie. Miał on przy sobie w kieszeni płaszcza ładunek wybuchowy z zapalnikiem czasowym. Po aktywowaniu go bomba nie zdążyła wybuchnąć, bowiem Hitler zbyt szybko opuścił budynek, spędzając w nim tylko kilka minut, zamiast planowanego pół godziny. Ładunek zdołano rozbroić w ostatniej chwili. Zeughaus pozostawał otwarty do 1944 roku, kiedy to został zamknięty wraz z innymi muzeami na terenie Berlina.

### Dalsze funkcjonowanie

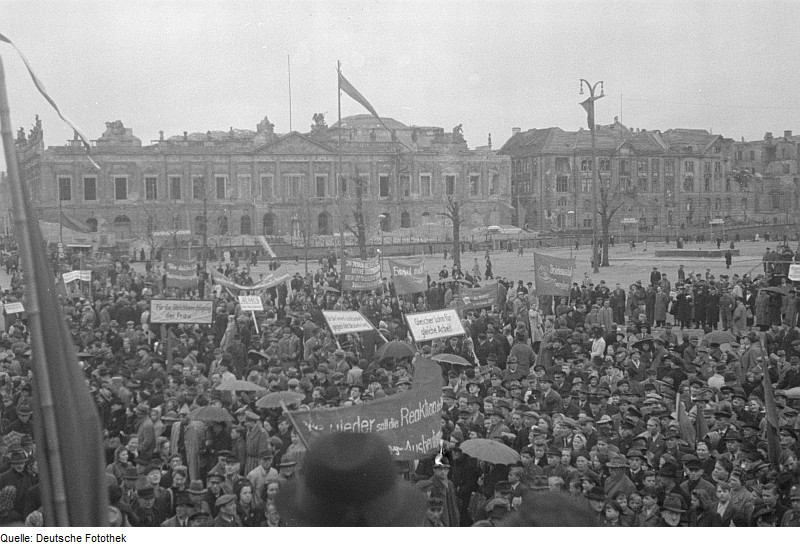
Zeughaus po II wojnie światowej

Podczas II wojny światowej, w latach 1944–1945 Zeughaus doznał poważnych zniszczeń; w szczególności ucierpiały skrzydła wschodnie i zachodnie. Jego odbudowa, nieuwzględniająca przekształceń dokonanych w XIX wieku, takich jak kopuła z północnego skrzydła mieszcząca Ruhmeshalle, schody na dziedzińcu oraz szklany dach przykrywający dziedziniec, miała miejsce w latach 1948–1965. Układ i wystrój większości wnętrz w odbudowanym gmachu łączył elementy klasycyzmu i baroku, co stanowiło w dużej mierze odzwierciedlenie przestrzennych koncepcji stworzonych dla Zeughausu przez architektów Ottona Haeslera i Karla Völkera w latach 1950–1952. Jednak niektóre pomieszczenia, takie jak np. sala kinowa we wschodnim skrzydle, hala północna czy biblioteka, urządzono w zgodzie z architekturą typową dla lat 60. XX wieku. Zanim prace budowlane dobiegły końca, władze NRD postanowiły ulokować w gmachu utworzone we wrześniu 1951 roku decyzją Komitetu Centralnego SED Muzeum Historii Niemiec (niem. Museum für Deutsche Geschichte), którego otwarcie miało miejsce 18 stycznia 1952 roku. Zadaniem działającej w Zeughausie do września 1990 roku instytucji było pośredniczenie w kształtowaniu historii zgodnym z doktryną marksizmu-leninizmu. Z biegiem lat zbiory muzeum wzrosły do ponad 450 000 eksponatów, a wśród nich znajdowały się dzieła sztuki obrazujące wydarzenia historyczne, popiersia, meble, różne przedmioty użytkowe i części garderoby z poszczególnych epok niemieckiej historii, a także urządzenia techniczne, medyczne i naukowe. Placówka organizowała również wystawy poświęcone m.in. Karlowi Marxowi i niemieckiemu ruchowi robotniczemu.

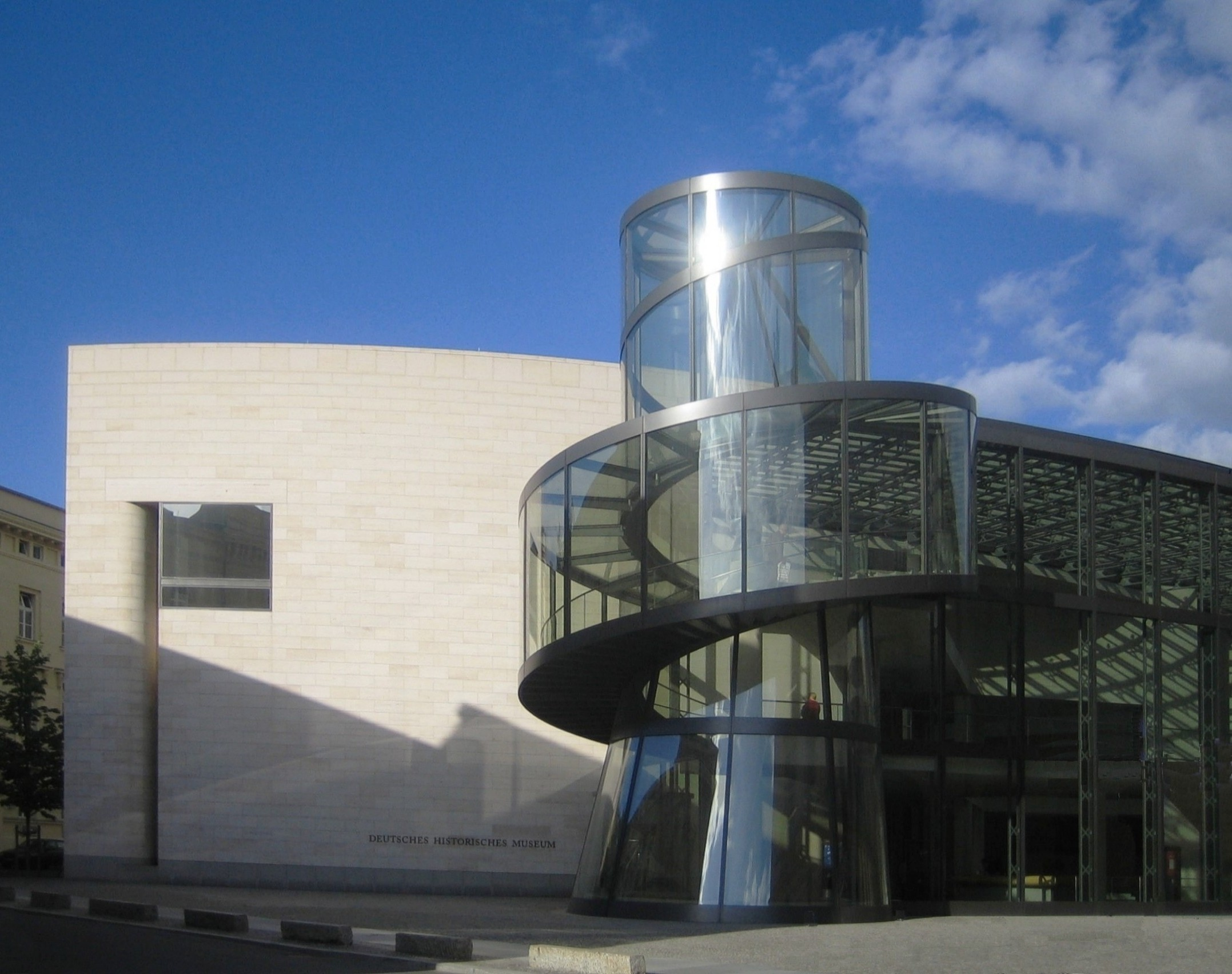
Budynek zaprojektowany przez I.M. Peia

Po zjednoczeniu Niemiec przeprowadzono, w latach 1999–2003, pod kierownictwem architekta Winfrieda Brennego, gruntowną renowację i przebudowę Zeughausu. W ramach prac odnowiono dekoracje rzeźbiarskie i przywrócono oryginalny, różowy tynk na fasadach, a także przykryto dziedziniec nowym, szklanym dachem. Wykończono również wnętrza na potrzeby Niemieckiego Muzeum Historycznego, szanując przy tym ich ukształtowaną w okresie powojennym strukturę historyczną. Po północnej stronie gmachu wybudowany został ponadto według projektu architekta I.M. Peia nowoczesny budynek Hinter dem Zeughaus, będący rozszerzeniem muzeum, służącym do organizacji wystaw specjalnych i mający z Zeughausem podziemne połączenie w północnej osi bramy. Otwarcie stałej ekspozycji Niemieckiego Muzeum Historycznego, zatytułowanej Deutsche Geschichte in Bildern und Zeugnissen (pol. „Niemiecka historia w obrazach i świadectwach”) w przebudowanym Zeughausie miało miejsce 2 czerwca 2006 roku. Na ekspozycję, opisującą 2000 lat dziejów państwa niemieckiego i podzieloną chronologicznie na dziewięć epok (od wczesnego średniowiecza do okresu po zjednoczeniu Niemiec) składa się 8000 eksponatów. Wśród nich znajdują się m.in. średniowieczne zbroje, obrazy przedstawiające scenerie historyczne, XVIII-wieczne książęce szaty, pojazdy z epoki cesarskiej, zdjęcia i plakaty wyborcze z czasów Republiki Weimarskiej, mapy alianckich stref okupacyjnych, a także fragmenty Muru Berlińskiego.
W sierpniu 2018 roku we wschodniej i południowej części Zeughausu zainaugurowano prace budowlane, które z końcem lutego następnego roku objęły ponadto część północną i zachodnią. Prace te są związane z wymianą urządzeń klimatyzacji pomieszczeń wystawienniczych, modernizacją systemu antywłamaniowego i przeciwpożarowego oraz montażem oświetlenia opartego na diodach LED we foyer, a ich ukończenie jest planowane na 2023 rok. Równocześnie rozpoczęto także renowację wszystkich fasad budynku, mającą się zakończyć pod koniec 2020 roku.

## Architektura

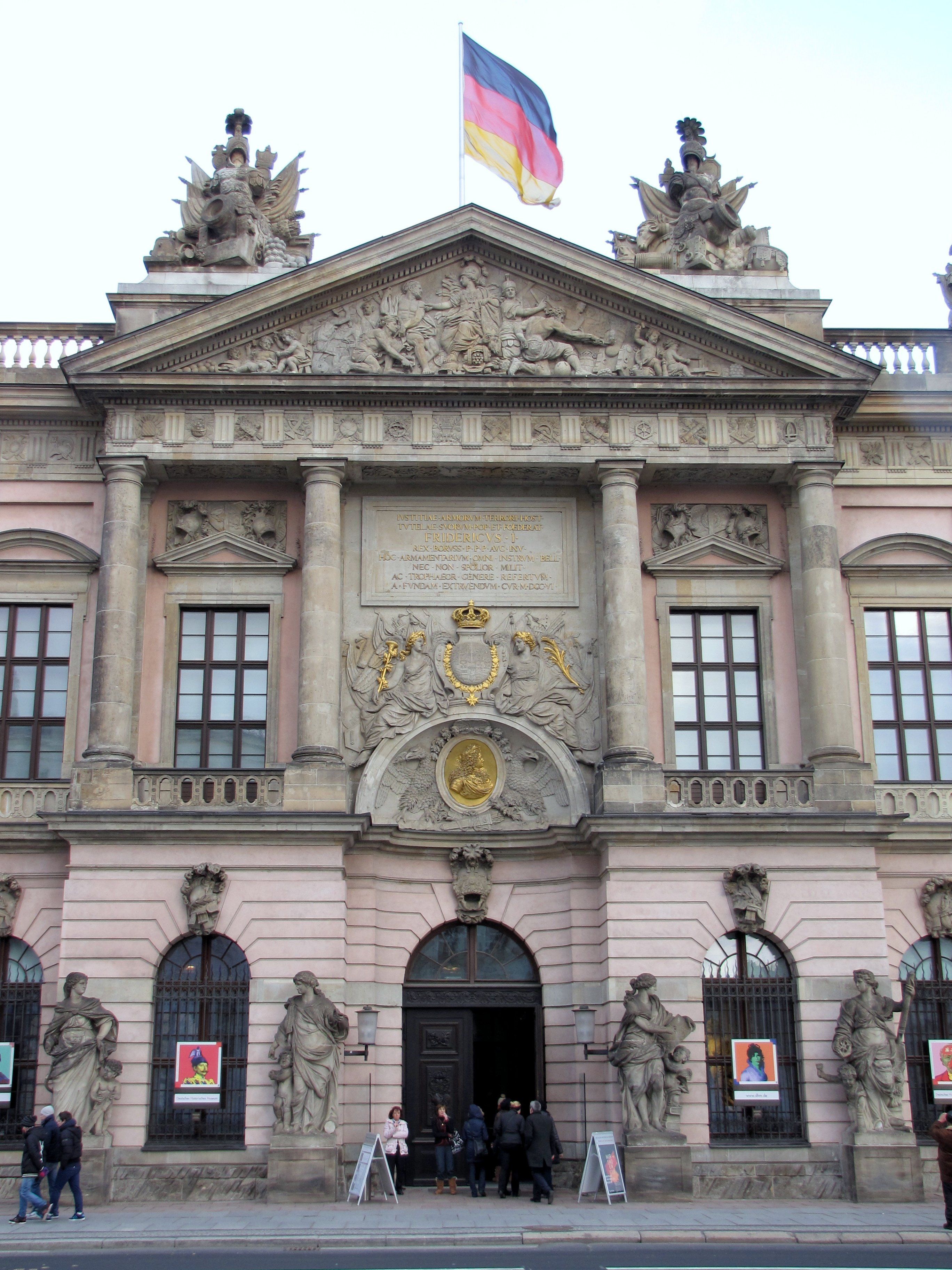
Główny portal wejściowy

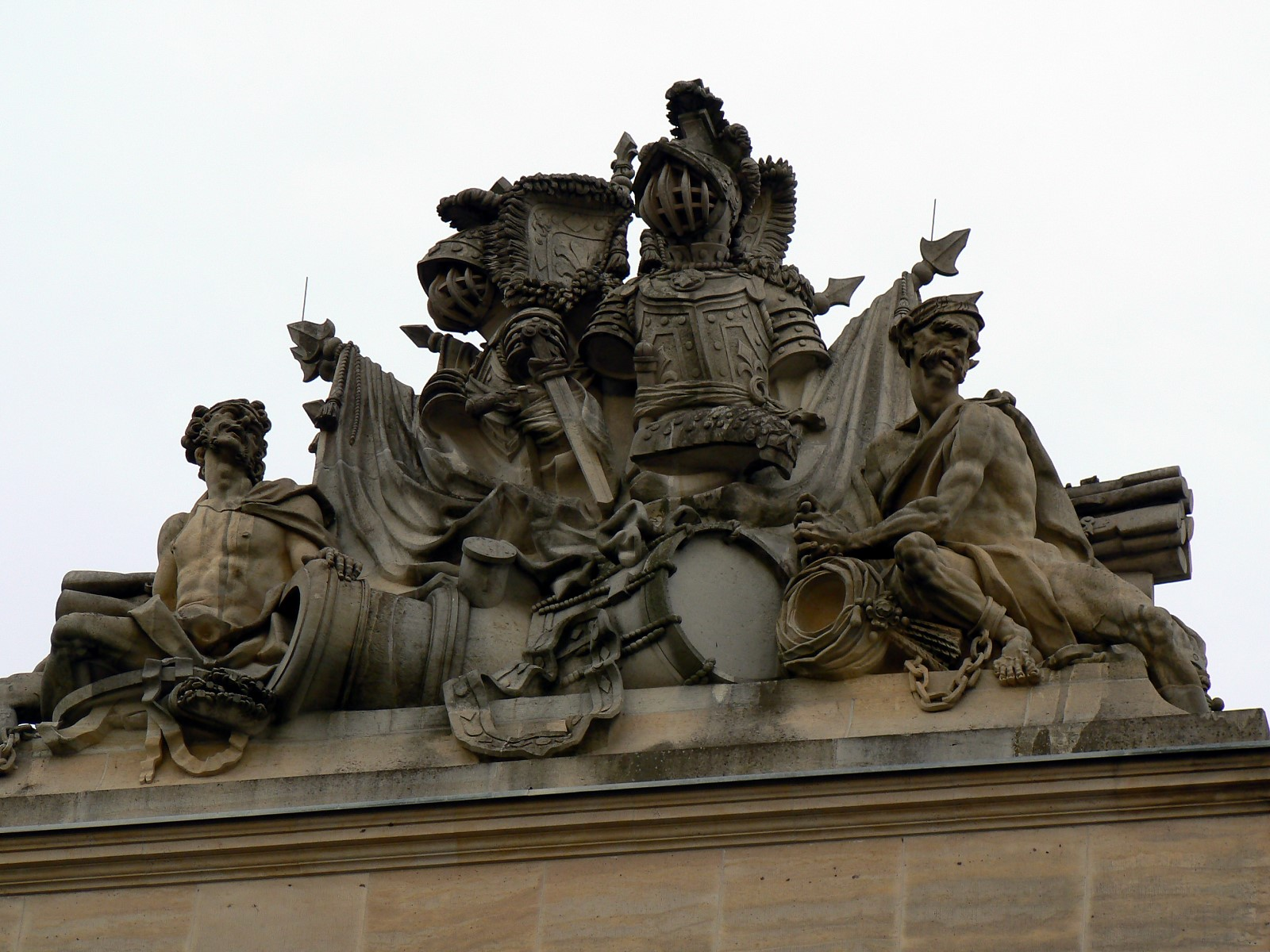
Jedna z kompozycji rzeźbiarskich, wieńczących boczne osie z fasady wschodniej

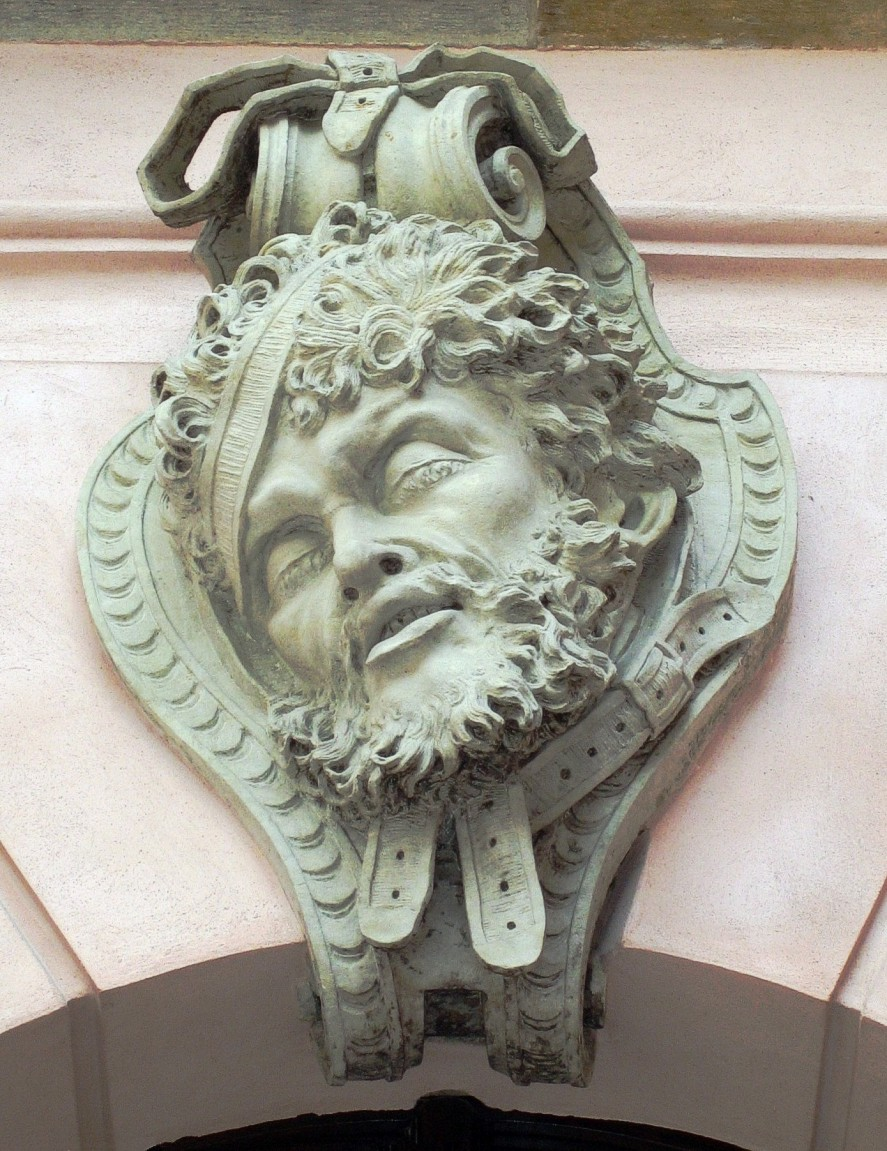
Jedna z rzeźb głów umierających wojowników z dziedzińca

Zeughaus jest monumentalnym, dwukondygnacyjnym budynkiem, zbudowanym na planie kwadratu i mającym wewnętrzny dziedziniec. Gmach, mierzący 18,75 m wysokości, wybudowany jest z krytych tynkiem cegieł, nie ma podpiwniczenia i spoczywa na masywnym, solidnym fundamencie wykonanym z piaskowca. Budynek ma po 19 osi okiennych na zewnętrznych fasadach, z których każda ma długość 90 m, z kolei wewnętrzne fasady, te od strony dziedzińca mierzą po 38 m. Liczna i bogata dekoracja rzeźbiarska ozdabiająca gmach związana jest z wojskiem oraz sztuką wojenną i powstała według ogólnej koncepcji architektonicznej Andreasa Schlütera.
Dolna kondygnacja gmachu jest boniowana, zaś otwory okienne znajdujące się na niej mają postać łukową i są zwieńczone wykonanymi przez Andreasa Schlütera zwornikami, przedstawiającymi hełmy wojowników. Z kolei górną kondygnację, oddzieloną od dolnej gzymsem determinują pilastry toskańskie, umieszczone naprzemiennie z mającymi prostokątny kształt oknami, nad którymi umieszczone są trójkątne i segmentowe naczółki. Konkluzję architektoniczną zewnętrznych form budynku stanowi belkowanie z tryglifami oraz attyka z balasami, zwieńczona bogatymi kompozycjami rzeźbiarskimi, zaprojektowanymi przez Jeana de Bodta i wykonanymi przez rzeźbiarza Guillaume’a Hulota. Wśród nich największą liczbę stanowią rzeźby trofeów w postaci zbroi, na których są umieszczone udekorowane piórami hełmy. Jest ich ogółem 44 – po 12 na attykach południowej, wschodniej i zachodniej fasady oraz 8 na attyce fasady północnej.
Fasady Zeughausu, które odznaczają się symetrycznością zarówno pod kątem formy jak i układu, są prosto i czytelnie rozmieszczone. Z wyjątkiem północnej fasady, wszystkie mają trzyosiową strukturę z umieszczonymi w centralnych osiach ryzalitami, które stanowią wsparte na kolumnach trójkątne szczyty, rozciągające się nad attyką. Boczne osie fasady wschodniej zdobią umieszczone na attyce kompozycje przedstawiające trofea, do których są przywiązani niewolnicy, z kolei szczyt portyku ze środkowego ryzalitu mieści kartusz z koroną oraz pruskiego orła z literami F.R. w otoczeniu posągów Herkulesa, sztandarów i innych trofeów. Szczyt flankują dwa posągi Feme – jedna jest ukazana z trzymaną w dłoni gałązką palmową (symbol pokoju), zaś druga z dwiema trąbkami (obwieszczenie miastu zwycięstwa lub zbliżającej się wojny). Kompozycje z bocznych osi fasady zachodniej tak jak te ze wschodniej przedstawiają trofea i niewolników, zaś umiejscowiony w środkowym ryzalicie szczyt, po bokach którego znajdują się rzeźby orłów zawiera kartusz z herbem, koroną i łańcuchem trzymanym przez dwie Feme, za którymi znajdują się rzeźby geniuszy w otoczeniu trofeów. Boczne osie na fasadzie południowej są zwieńczone kompozycjami, z których jedna przedstawia Marsa, zaś druga Bellonę w otoczeniu wojowników i trofeów, z kolei środkowy ryzalit z tej fasady, stanowiący główny portal wejściowy do budynku różni się od tych z fasad wschodniej i zachodniej. U podstawy ryzalitu, przy wejściu znajdują się cztery alegoryczne posągi: po lewej stronie przedstawiające inżynierię i geometrię, zaś po prawej arytmetykę i sztukę odpalania fajerwerków. Mieszczący się w nim portyk jest wsparty na czterech kolumnach toskańskich, których średnica jest o jedną czwartą dłuższa od średnicy kolumn z centralnych ryzalitów pozostałych fasad. Szczyt portyku ozdobiony jest kompozycją przedstawiającą Minerwę, uczącą młodych mężczyzn walki wręcz, natomiast znajdująca się w nim nisza mieści archiwoltę wznoszącą się nad gzymsem oddzielającym kondygnacje gmachu, w której znajduje się wykonany z brązu, pozłacany relief przedstawiający portretowy wizerunek króla Fryderyka I. Relief ten, zaprojektowany przez Guillaume’a Hulota i odlany przez Johanna Jacoby’ego otaczają dwa inne, przedstawiające orły. Powyżej znajduje się kartusz z herbem zwieńczonym koroną królewską i otoczonym ozdobnym łańcuchem z Orderem Orła Czarnego. Całość flankują dwa reliefy przedstawiające Feme, które są otoczone przez sztandary i trofea. Natomiast nad tą kompozycją jest umieszczona płyta z łacińskim napisem o następującej treści: IVSTITIAE ARMORVM TERRORI HOST TVTELAE SVORVM POP ET FOEDERAT FRIDERICVS I REX BORVSS P P P AVG INV HOC ARMAMENTARIVM OMNI INSTRVM BELL NEC NON SPOLIOR MILIT AC TROPHAEOR GENERE REFERTVM A FVNDAM EXTRVENDVM CVR M DCC VI (pol. „Dla uznania czynów broni, dla odstraszania wrogów, dla ochrony narodu i jego sojuszników, Fryderyk I, wzniosły i niezwyciężony król Prus, żeby uratować wszystkie narzędzia wojny oraz wojownicze łupy i trofea od podstaw wybudował ten arsenał w 1706 roku”). Projekt kompozycji z głównego portalu wejściowego Zeughausu Jean de Bodt oparł na wyglądzie portalu Claude’a Perraulta ze wschodniego skrzydła Luwru.
Architektura fasad dziedzińca jest w istocie powtórzeniem form zawartych na fasadach zewnętrznych. Podobnie jak tych zewnętrznych ich motywem przewodnim są pilastry toskańskie oraz belkowanie z tryglifami. W zachodnim i wschodnim rogu fasady północnej znajdują się wieże schodowe, zbudowane według projektu Jeana de Bodta dopiero po 1716 roku. Głównym punktem dekoracji rzeźbiarskiej fasad dziedzińca są 22 rzeźby głów umierających wojowników, stworzone przez Andreasa Schlütera. Rzeźby te są uważane za jedne z najważniejszych przykładów barokowego rzeźbiarstwa w Berlinie.